# Isigonia limbata
Espèce
Isigonia limbata est une espèce d'araignées aranéomorphes de la famille des Anyphaenidae.

## Distribution
Cette espèce se rencontre au Brésil, au Pérou et au Venezuela.

## Description
Le mâle mesure 5 mm et la femelle 6 mm.

## Publication originale
- Simon, 1897 : Études arachnologiques. 27e Mémoire. XLII. Descriptions d'espèces nouvelles de l'ordre des Araneae. Annales de la société entomologique de France, vol. 65, p. 465-510 (texte intégral).